# Cryptologia
Cryptologia est une revue de cryptologie publié depuis janvier 1977. Il publie des articles portant sur différents aspects de la cryptologie, avec un accent particulier sur l’histoire de la cryptologie. Les éditeurs qui ont fondé le journal étaient Brian J. Winkel, David Kahn, Louis Kruh, Cipher A. Deavours et Greg Mellen. Le rédacteur en chef actuel[Depuis quand ?] est Craig Bauer.
La revue était initialement publiée par le Rose-Hulman Institute of Technology (en). En juillet 1995, la revue déménage à l’Académie militaire de West Point. Depuis janvier 2006 (volume 30, numéro 1), Cryptologia est publié par Taylor & Francis.
La fréquence de publication était de quatre fois par an de 1977 à 2015. Depuis 2016, elle est de six fois par an.